# Bằng Kiều

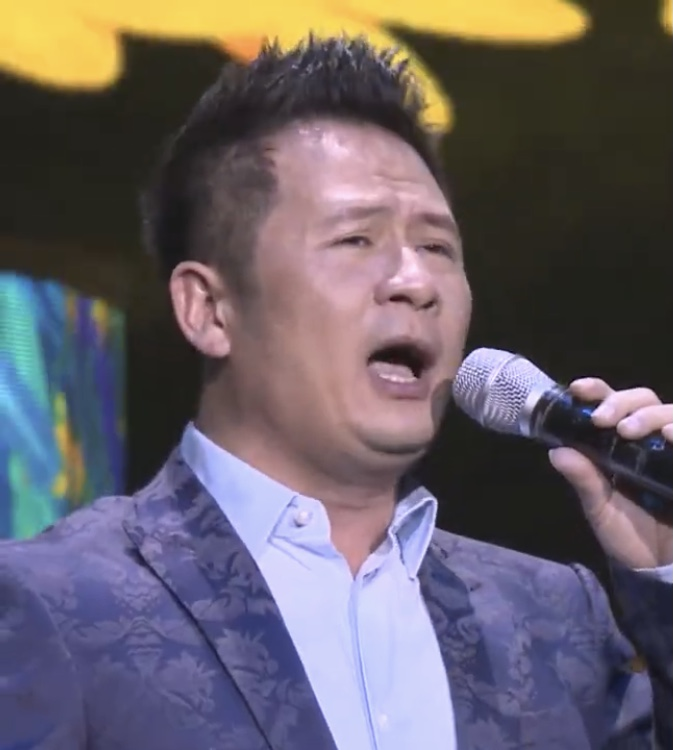
Bang Kieu, 2017

Nguyễn Bằng Kiều (* 13. Juli 1973 in Hanoi) ist ein vietnamesischer Sänger.

## Leben

### Kindheit
Bang Kieu wurde am 13. Juli 1973 in Hanoi in einer musikalisch, künstlerisch geprägten Familie geboren. Da seine Mutter bereits eine Sängerin traditioneller vietnamesischer Musik war, zeigte er schon während er die Grundschule besuchte großes Interesse am musizieren.

### Studium
1989 begann er am Nhac Vien Ha Noi Kunst zu studieren. Dort spielte er Fagott, aber auf Grund der Tatsache, dass er Singen und das Auftreten auf der Bühne mehr liebte, gründete er mit seinen Studienkollegen an der Nhac Vien Ha Noi eine Band. Die erste Band hieß The Golden Key, doch später war er Mitglied der Band Hoa Sua, die aus den heute berühmten Sängern und Künstlern wie Ngoc Chau, Vu Quang Trung, Ngoc Hung, Luong Ngoc Minh, etc. bestand. Die Band verhalf ihm sein sängerisches Talent weiter zu verbessern und zudem seine Bekanntheit, unter anderem mit Auftritten an Schulen und Universitäten zwischen 1990 und 1996, zu erhöhen.

### Durchbruch, The Watermelon und Solo-Karriere
1997 gelang ihm der große Durchbruch, als ihn die Sängerin My Linh fragte, ob er ein Duett mit ihr aufzunehmen wolle. Wenige Zeit später sangen die beiden mehrere Nummer 1 Hits wie z. B. Neu Ðieu Ðo xay ra, Giot Suong Trên Mi Mat oder Trai Tim Khong Ngu Yen trong.
1998 gründete er die Band The Watermelon, die aus den Künstlern Anh Tu, Tuan Hung, Tuong Van und ihm bestand. The Watermelon erlangte schnell großen Erfolg, jedoch trennten sich die Bandmitglieder im Jahr 2000, so dass Bang Kieu eine Solo-Karriere anstrebte, die er bis heute fortsetzt.

### Familie
Seit 2002 ist Bang Kieu mit Trizzie Phuong Trinh verheiratet, mit der er im selben Jahr nach Amerika umzog. 2003 bekamen sie ihr erstes Kind, einen Jungen, den sie Beckam Bang Phuong nannten, und im Jahr 2006 ein zweites Kind namens Colin Bang Anh. Zurzeit lebt Bang Kieu mit seiner Familie in Huntington Beach, Kalifornien.

## Diskographie
- Ngõ Vắng Xôn Xao (2000)
- Chuyện Lạ (2002)
- Anh Sẽ Nhớ Mãi (2003)
- Mắt Biếc (2004)
- Vá Lại Tình Tôi (2005)
- Hoài Cảm (2007)
- Linh Hồn Đã Mất (2007)
- Nhạc Yêu Cầu (2009)
- Lại Gần Hôn Anh (2011)
- Vũ Thành An (2011)